# Cámara Argentino Croata de Industria y Comercio
La Cámara Argentino Croata de Industria y Comercio (CACIC) es una cámara de comercio binacional fundada en Buenos Aires, Argentina en 1991 como una entidad sin fines de lucro para fomentar, promover, cooperar, apoyar y facilitar los intereses comerciales entre la República de Croacia y la República Argentina y así incrementar el intercambio empresarial entre ambos países.